# Paratriacanthodes
Paratriacanthodes is een geslacht van straalvinnige vissen uit de familie van driepootvissen (Triacanthodidae). Het geslacht is voor het eerst wetenschappelijk beschreven in 1934 door Fowler.

## Soorten
- Paratriacanthodes abei Tyler, 1997
- Paratriacanthodes herrei Myers, 1934
- Paratriacanthodes retrospinis Fowler, 1934